# Jan Janszn Smits (1776-1850)
 Jan Janzn Smits (Lekkerkerk, gedoopt 4 augustus 1776 – aldaar, 21 maart 1850) was een Nederlandse maire, schout en burgemeester.

## Leven en werk
Smits werd in 1776 in Lekkerkerk geboren als zoon van de baljuw van Lekkerkerk, 's Heeraartsberg, Bergambacht en Ammerstol Jan Janszn Smits en Ariaantje Paulusse. Smits was vanaf 1812 gedurende een lange periode achtereenvolgens maire, schout en burgemeester van de gemeente Lekkerkerk en vanaf  1817 ook van de gemeente Zuidbroek. Hij vervulde tevens de functie van secretaris van deze gemeenten. In 1842 nam zijn zoon Arij Sebastiaan de functie van secretaris van hem over. Na zijn overlijden op 21 maart 1850 werd deze zoon ook benoemd tot zijn opvolger als burgemeester.
Smits trouwde op 6 mei 1798 te Lekkerkerk met Lijdia Montanus. Na het overlijden van zijn eerste vrouw hertrouwde hij op 1 juli 1814 te Lekkerkerk met Teuntje Zwijnenburg. Hij overleed in juli 1850 op 73-jarige leeftijd in Lekkerkerk.